# 슈트

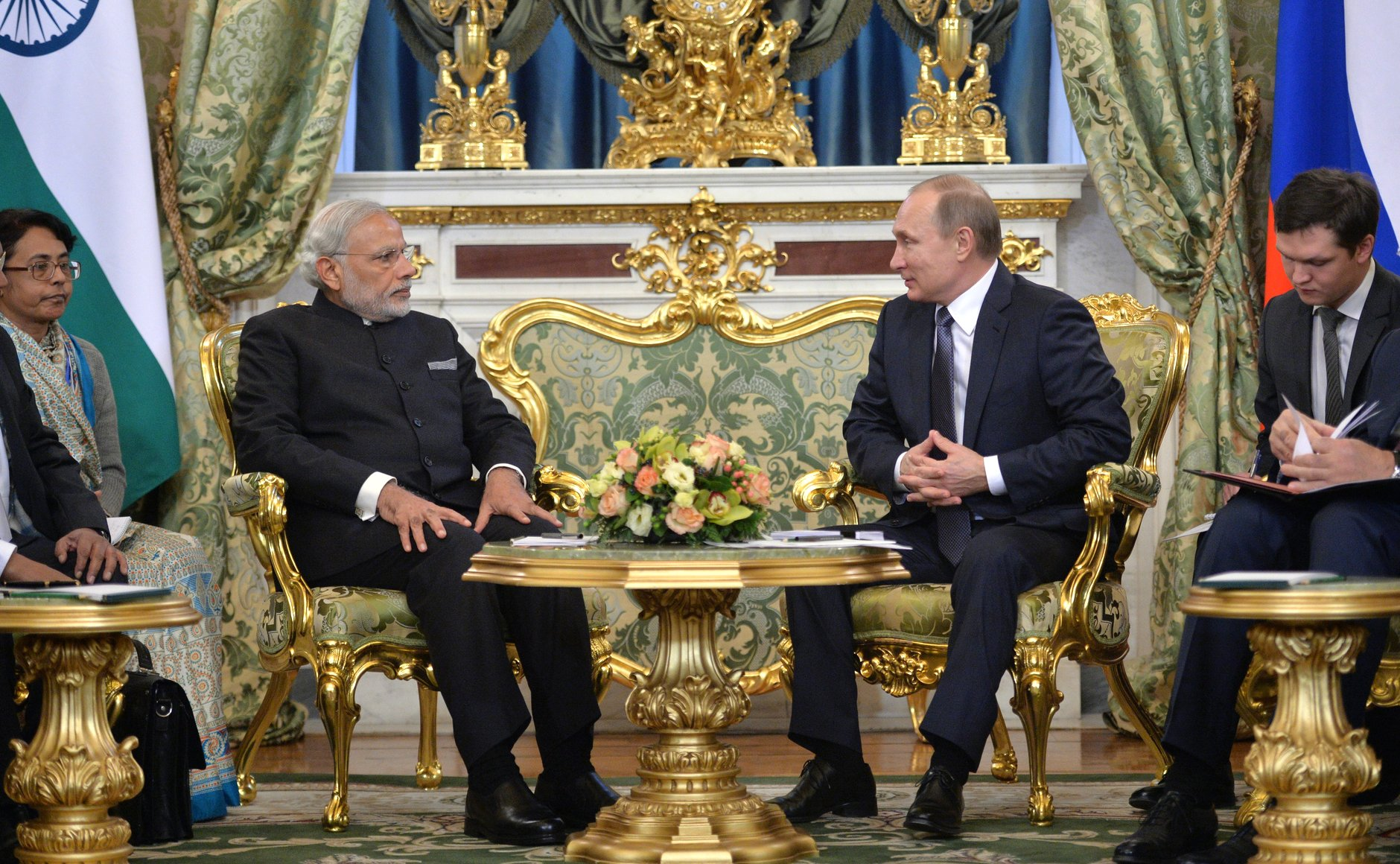
비즈니스 정장 차림의 나렌드라 모디 인도 총리와 블라디미르 푸틴 러시아 대통령. 모디는 인도에서 흔히 볼 수 있는 만다린 칼라가 달린 조드푸리를 입고 있는 반면, 푸틴의 재킷은 서구 세계에서 더 흔하게 볼 수 있는 노치가 달린 래플을 특징으로 한다.

수트(영어: suit, business suit 또는 lounge suit)는 같은 옷감으로 만든 재킷과 바지를 셔츠, 넥타이, 구두와 함께 착용하는 한 벌의 서양식 의복이다. 여성의 경우 바지 대신 치마를 입는다. 준(準) 정장 차림으로서 전세계 많은 국가에서 업무나 일반 행사 등 적당한 예의를 갖추어야 하는 공적인 장소에서 널리 입는다. 더욱 격식을 차려야 할 때 슈트 대신 문화나 상황에 따라 다양한 예복을 입기도 하나 현대에 쓰임이 줄어들고 있다.
다양한 디자인과 구성이 있으며 3피스의 경우 추가적으로 조끼도 입는다. 1버튼, 2버튼, 3버튼, 4버튼의 수트가 있으며 버튼의 개수가 같더라도 버튼 위치와 라펠 위치가 옷의 생김새를 결정한다. 보통 울로 옷을 짓는다.

## 역사
슈트의 기원은 1666년 영국의 찰스 2세가 단순화시킨 궁정 표준 남성 복식이다. 19세기 초부터 남성의 복식에서 밝은 색상과 정교한 장식이 사라져 점차 현대식 라운지 수트로 이어졌다. 빅토리아 시대까지는 프록코트가 신사들의 표준 일상복이었으나 19세기 중반부터 모닝코트가 비공식적으로 수용되기 시작했고 19세기 말에 이르러서는 현대의 라운지 슈트와 비슷한 복장을 스포츠나 시골, 해변 등 매우 격식을 차리지 않은 장소에서 입기 시작했다. 20세기 초 프록코트를 포함한 연미복의 사용이 상류층 사이에서도 감소하면서 라운지 슈트가 공적인 장소에서도 받아들여지기 시작했다. 두 차례의 세계 대전도 복장의 단순화에 큰 영향을 미쳤다.
본래 모자는 서양 문화권에서 슈트와 함께 야외에서 거의 항상 착용되었으나 1960년대 반문화 현상 이후로 사용이 크게 줄어들었다.

## 벤트
수트의 벤트에는 세가지 종류가 있다. 트임이 없는 노벤트(No Vent)와 양쪽으로 난 사이드 벤트(Side Vent), 그리고 중앙 한 곳만 트인 센터 벤트(Center Vent)이다. 전통 영국식 정장의 가장 큰 특징은 깊게 파인 2개의 사이드 벤트(Side Vent:재킷의 옆 트임)로 대표된다. 스타일리시하며 현대적인 정장으로 각광 받는 이탈리안 수트는 허리 라인을 강조하고 단추 위치와 어깨선이 살짝 올라가 있는 것이 특징이다. 센터 벤트(Center  Vent) 스타일이 대표적인 미국식 수트의 특징이다.

## 수트의 종류
수트는 디자인, 소재, 계절, 목적에 따라 명칭이 달라진다.
- 테일러드 수트: 테일러드 칼라가 달려 있는 가장 정통적인 스타일로 여성들이 사회에 진출하면서 기본 정장으로 정착되었다.
- 가디건 수트: 가디건 수트는 칼라가 없는 재킷으로 레이스가 달린 블라우스를 받쳐 입으면 정장 분위기가 나고, 스웨터나 티셔츠를 받쳐 입으면 스포티한 분위기를 연출할 수 있다.
- 사파리 수트: 수렵이나 탐험대 등이 착용하는 포켓이 많이 부착되어 활동적인 느낌이 드는 점퍼 스타일의 수트를 말한다.
- 팬츠 수트: 재킷과 팬츠로 구성된 수트로 활동적이면서 세련된 느낌을 주는데 키가 큰 여성들에게 잘 어울린다.

## 같이 보기
- 턱시도